# عباس سعیدی تنها
عباس سعیدی تنها (زادهٔ ۴ ژانویهٔ ۱۹۸۱ ‏(۴۴ سال)) دوچرخه‌سوار سابق اهل ایران است.